# Casas Adobes
Casas Adobes est une census-designated place située dans le comté de Pima, dans l’État d’Arizona, aux États-Unis. Lors du recensement de 2000, elle comptait 54 011 habitants. En 2011, la Fusillade de Tucson a eu lieu précisément à Casas Adobes.

## Démographie
| 2000   | 2010   | - | - | - | - |
| ------ | ------ | - | - | - | - |
| 63 789 | 54 011 | - | - | - | - |

## Source
- (en) Cet article est partiellement ou en totalité issu de l’article de Wikipédia en anglais intitulé « Casas Adobes, Arizona » (voir la liste des auteurs).

1. ↑  « Statistiques des États-Unis (Arizona) - Profils des comtés de 2010 » (consulté en novembre 2020)